# Магнус Кірт
Магнус Кірт (ест. Magnus Kirt, нар. 10 квітня 1990) — естонський легкоатлет, який спеціалузіється в метанні списа, призер світових і континентальних першостей, учасник Олімпійських ігор.
На світовій першості-2019 здобув «срібло» в метанні списа.